# I Can Do It with a Broken Heart
〈I Can Do It with a Broken Heart〉는 미국 싱어송라이터 테일러 스위프트의 열한 번째 정규 앨범 《The Tortured Poets Department》(2024)에 수록된 곡이다. 스위프트와 잭 안토노프가 공동 작사·작곡 및 프로듀싱했으며, 가사는 스위프트가 에라스 투어 초기에 겪은 개인적 고난 속에서도 끈기와 프로정신을 유지한 이야기를 담고 있다. 가사에서 느껴지는 우울한 정서와 달리, 음악은 밝고 경쾌한 일렉트로팝, 댄스팝, 뉴웨이브, 신스디스코 장르로 하우스와 버블검 비트, 두드러진 신스 아르페지오를 포함한다.
음반 발매 후 평론가들은 곡의 긍정적인 사운드를 앨범의 전반적인 무거운 분위기와 대비되는 돋보이는 요소로 평가했다. 스위프트는 2024년 개편된 에라스 투어 세트리스트에 이 곡을 정규 편성했다. 〈I Can Do It with a Broken Heart〉는 《The Tortured Poets Department》의 두 번째 싱글로 2024년 7월 2일 발매되었다. 뮤직비디오는 에라스 투어와 리허설 영상들을 모아 만든 편집 영상이다.
상업적으로, 이 곡은 《빌보드》 글로벌 200 차트에서 5위에 올랐으며, 호주, 캐나다, 아일랜드, 뉴질랜드, 필리핀, 싱가포르, 영국 등 여러 국가에서 10위권에 진입했다. 미국에서는 《빌보드》 핫 100 차트에서 3위를 기록하며, 음반 내 가장 오랜 기간 차트에 머문 곡이 되었다. 호주, 뉴질랜드, 영국에서 플래티넘 인증을 받았다.

## 상업적 성과
음반 발매 후, 수록곡들이 《빌보드》 글로벌 200 차트 상위 9위까지 차지했으며, 〈I Can Do It with a Broken Heart〉는 해당 차트에서 5위로 데뷔해 스위프트의 톱10 진입 곡 수를 33곡으로 늘렸다. 미국에서는 《빌보드》 핫 100 차트에서 3위로 데뷔 및 정점을 찍었다. 이 곡과 함께 음반의 13곡이 포함되어 스위프트는 《빌보드》 핫 100 차트에서 처음으로 상위 14곡을 독점하는 기록을 세웠다. 싱글 발매 후에는 어덜트 팝 에어플레이 차트에서 4위, 팝 에어플레이 차트에서 6위에 올랐으며, 각각 스위프트의 32번째, 25번째 톱10 히트 기록을 이어갔다. 이 곡은 《The Tortured Poets Department》 음반 중 《빌보드》 핫 100 차트에서 가장 오래 머문 곡이자, 31주간 차트에 이름을 올렸다.
그 밖에도 〈I Can Do It with a Broken Heart〉는 캐나다(4위), 아일랜드(5위), 싱가포르(5위), 뉴질랜드(6위), 영국(8위), 필리핀(10위)에 진입했다. 또한 오스트리아(11위), 라트비아(12위), 말레이시아(14위), 포르투갈(14위), 벨기에(15위), 룩셈부르크(15위), 스웨덴(17위), 크로아티아(19위), 덴마크(19위), 남아프리카(19위) 등 여러 국가에서도 20위권 내에 들었다.
이 곡은 호주(골드), 뉴질랜드(골드), 포르투갈(골드), 영국(플래티넘)에서 인증을 받았다. 특히 호주에서는 ARIA 싱글 차트에서 5위에 올랐으며, 한 주에 29곡을 차트에 올려 최다 진입 아티스트 기록을 세웠다.

## 차트
| Chart (2024)                             | Peak position |
| ---------------------------------------- | ------------- |
| 아르헨티나 (아르헨티나 핫 100)           | 64            |
| Australia (ARIA)                         | 5             |
| 오스트리아 (Ö3 오스트리아 탑 40)         | 11            |
| 61                                       |               |
| 캐나다 (캐나디안 핫 100)                 | 4             |
| Canada AC (Billboard)                    | 4             |
| Canada CHR/Top 40 (Billboard)            | 2             |
| Canada Hot AC (Billboard)                | 6             |
| 168                                      |               |
| Croatia (Billboard)                      | 19            |
| 체코 (싱글 디지털 Top 100)               | 21            |
| Denmark (Tracklisten)                    | 19            |
| Estonia Airplay (TopHit)                 | 19            |
| Estonia Airplay (TopHit) Dombresky Remix | 92            |
| 핀란드 (수오멘 비랄리넨 리스타)          | 47            |
| France (SNEP)                            | 72            |
| 독일 (미디어 컨트롤 AG)                  | 60            |
| 글로벌 200 (《빌보드》)                  | 5             |
| Greece International (IFPI)              | 10            |
| India International (IMI)                | 11            |
| Indonesia (Billboard)                    | 24            |
| 아일랜드 (IRMA)                          | 5             |
| Italy (FIMI)                             | 76            |
| Latvia (LaIPA)                           | 12            |
| Lebanon Airplay (Lebanese Top 20)        | 19            |
| Lithuania (AGATA)                        | 30            |
| Lithuania Airplay (TopHit)               | 53            |
| Luxembourg (Billboard)                   | 15            |
| Malaysia (Billboard)                     | 19            |
| Malaysia International (RIM)             | 14            |
| MENA (IFPI)                              | 15            |
| 네덜란드 (싱글 톱 100)                   | 35            |
| New Zealand (Recorded Music NZ)          | 6             |
| Norway (VG-lista)                        | 27            |
| Philippines (Billboard)                  | 10            |
| Poland (Polish Streaming Top 100)        | 59            |
| 포르투갈 (AFP)                           | 14            |
| San Marino (SMRRTV Top 50)               | 16            |
| Singapore (RIAS)                         | 5             |
| 42                                       |               |
| 28                                       |               |
| South Africa (TOSAC)                     | 20            |
| 스페인 (푸로무시카에)                    | 39            |
| Sweden (Sverigetopplistan)               | 17            |
| 스위스 (슈바이처 히트파라데)             | 30            |
| UAE (IFPI)                               | 11            |
| 영국 싱글 (오피셜 차트 컴퍼니)           | 8             |
| 미국 《빌보드》 핫 100                   | 3             |
| 미국 어덜트 컨템포러리 (《빌보드》)      | 14            |
| 미국 어덜트 탑 40 (《빌보드》)           | 4             |
| 미국 팝 송 (《빌보드》)                  | 6             |

| Chart (2024)                             | Peak position |
| ---------------------------------------- | ------------- |
| Estonia Airplay (TopHit)                 | 27            |
| Estonia Airplay (TopHit) Dombresky Remix | 100           |
| Slovakia (Rádio Top 100)                 | 58            |

| Chart (2024)                     | Position |
| -------------------------------- | -------- |
| Australia (ARIA)                 | 49       |
| Canada (Canadian Hot 100)        | 33       |
| Estonia Airplay (TopHit)         | 162      |
| Global 200 (Billboard)           | 86       |
| UK Singles (OCC)                 | 38       |
| US Billboard Hot 100             | 35       |
| US Adult Pop Airplay (Billboard) | 28       |
| US Pop Airplay (Billboard)       | 46       |

## 인증
| 국가                                                             | 인증        | 판매량/출하량 |
| ---------------------------------------------------------------- | ----------- | ------------- |
| 오스트레일리아 (ARIA)                                            | 플래티넘    | 70,000        |
| 벨기에 (BEA)                                                     | 골드        | 20,000        |
| 브라질 (Pro-Música Brasil)                                       | 3× 플래티넘 | 120,000       |
| 뉴질랜드 (RMNZ)                                                  | 플래티넘    | 30,000        |
| 폴란드 (ZPAV)                                                    | 골드        | 25,000        |
| 포르투갈 (AFP)                                                   | 골드        | 5,000         |
| 스페인 (PROMUSICAE)                                              | 골드        | 20,000        |
| 영국 (BPI)                                                       | 플래티넘    | 600,000       |
| 스트리밍                                                         |             |               |
| 중앙아메리카                                                     | 골드        | 0             |
| 판매량+스트리밍을 기반으로 한 인증 · 스트리밍을 기반으로 한 인증 |             |               |